# Qualifications pour le tournoi féminin de beach-volley aux Jeux olympiques d'été de 2012
Pour un article plus général, voir Beach-volley aux Jeux olympiques d'été de 2012.
Vingt-quatre paires se sont qualifiées pour le tournoi de beach-volley féminin des Jeux olympiques d'été de 2012 au terme du processus de qualification.

## Résumé
| Compétition                                                                   | Equipes qualifiées |
| ----------------------------------------------------------------------------- | --- |
| Pays hôte                                                                     | Grande-Bretagne |
| Classement mondial au 18 juin 2012 (max. 2 places par CNO)                    | Brésil (2) Chine (1) États-Unis (2) Italie (1) Pays-Bas (1) Allemagne (2) Suisse (1) Rép. Tchèque (2) Espagne (1) Autriche (1) Australie (1) Grèce (1) |
| Coupe continentale de beach volley féminin 2010-2012 (1 équipe par continent) | Maurice (Afrique) Canada (NORCECA) Argentine (Amérique du Sud) Australie (Asie-Océanie) Russie (Europe)                                                |
| Tournoi international de qualification olympique                              | Pays-Bas Russie |

| Pays            | Places |
| --------------- | ------ |
| Allemagne       | 2      |
| Argentine       | 1      |
| Australie       | 2      |
| Autriche        | 1      |
| Brésil          | 2      |
| Canada          | 1      |
| Chine           | 1      |
| Espagne         | 1      |
| États-Unis      | 2      |
| Grande-Bretagne | 1      |
| Grèce           | 1      |
| Italie          | 1      |
| Maurice         | 1      |
| Pays-Bas        | 2      |
| Russie          | 2      |
| Suisse          | 1      |
| Rép. Tchèque    | 2      |

## Tournoi international de qualification olympique
Ce tournoi oppose les deux meilleures équipes pas encore qualifiées de chaque finale continentale de la Coupe continentale de beach volley masculin 2010-2012 et n'ayant pas atteint le quota de deux équipes qualifiées, pour un total de 10 équipes.
Les deux meilleures équipes du tournoi se qualifient pour les Jeux.

## Réallocation des places non utilisées

### Classement mondial
Si un pays refuse la qualification d'une de ses équipes obtenue par le classement mondial, la prochaine équipe dans le classement la remplacera, pour autant que le pays concerné n'ait pas déjà obtenu deux places.

### Coupe continentale et tournoi de qualification olympique
La renonciation par un pays à une place obtenue par le biais de la coupe continentale ou du tournoi international de qualification olympique entraîne la qualification de l'équipe classée directement après dans la compétition concernée, pour autant qu'elle n'ait pas déjà deux équipes qualifiées.

### Pays hôte
Si le pays hôte refuse sa place ou réussit à qualifier deux équipes par le processus de qualification, sa place sera réattribuée au prochain pays éligible dans le classement mondial.

## Sources
- Processus de qualification de la FIVB